# جوس فيرستابين
جوس فيرستابين (بالهولندية: Jos Verstappen) مواليد 4 مارس 1972 في هولندا، هو سائق فورملا 1 هولندي بدأ مسيرته الاحترافية سنة 1994. كان أول سباق له هو جائزة البرازيل الكبرى 1994. خاض خلال مسيرته 107 سباقاً.

## سباقات شارك فيها
- لو مان 24 ساعة
- بطولة فورمولا 3 الألمانية
- بطولة العالم للكارتينغ

## روابط خارجية
- جوس فيرستابين على موقع Racing-Reference.info (الإنجليزية)
- جوس فيرستابين على موقع DriverDB.com (الإنجليزية)
- جوس فيرستابين على موقع eWRC-results.com (الإنجليزية)